# Sent Cesèrt
Sent Cesèrt (francès Saint-Cézert) és un municipi del departament francès de l'Alta Garona, a la regió d'Occitània.

## Monuments

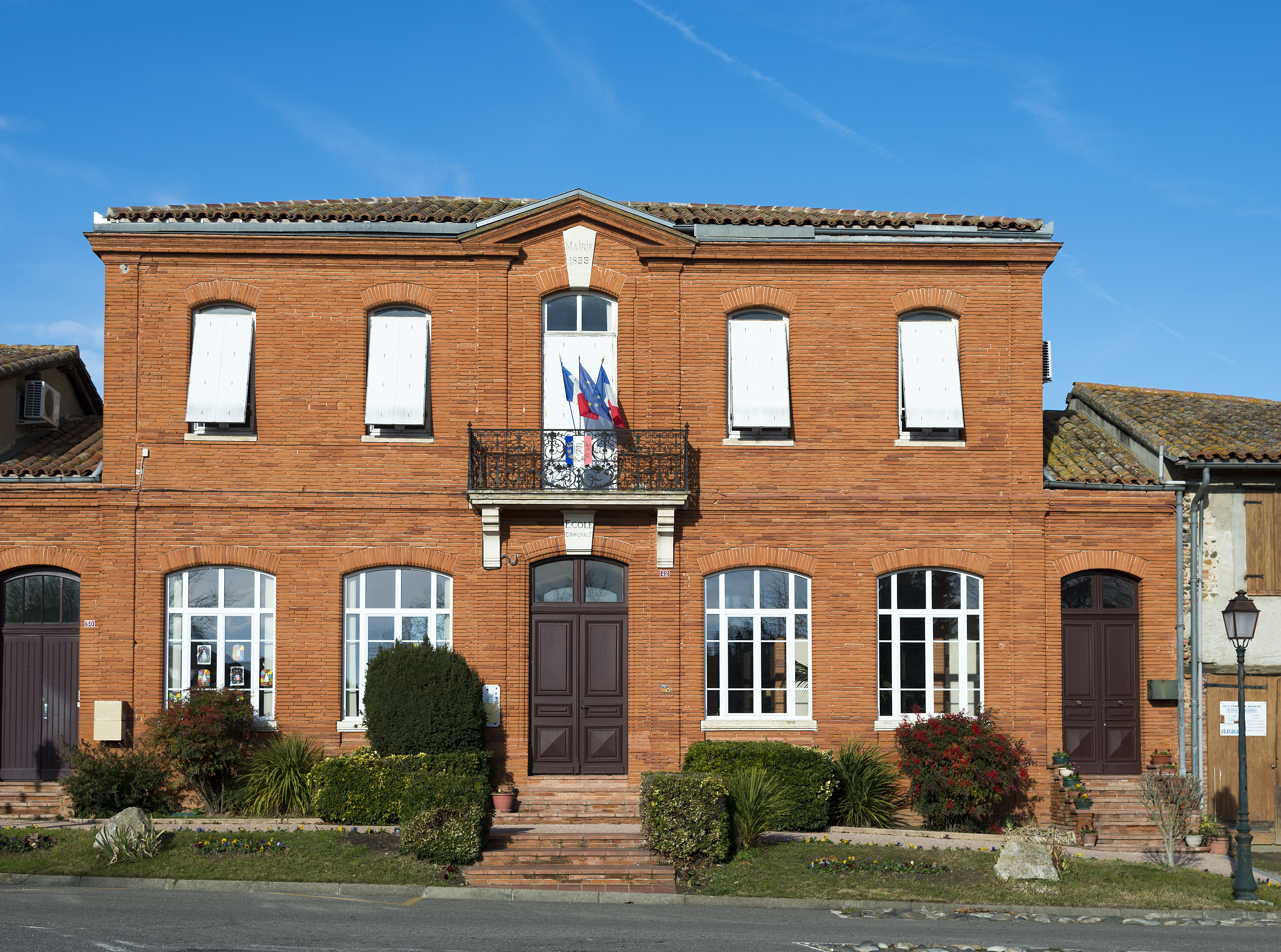
L'ajuntament.
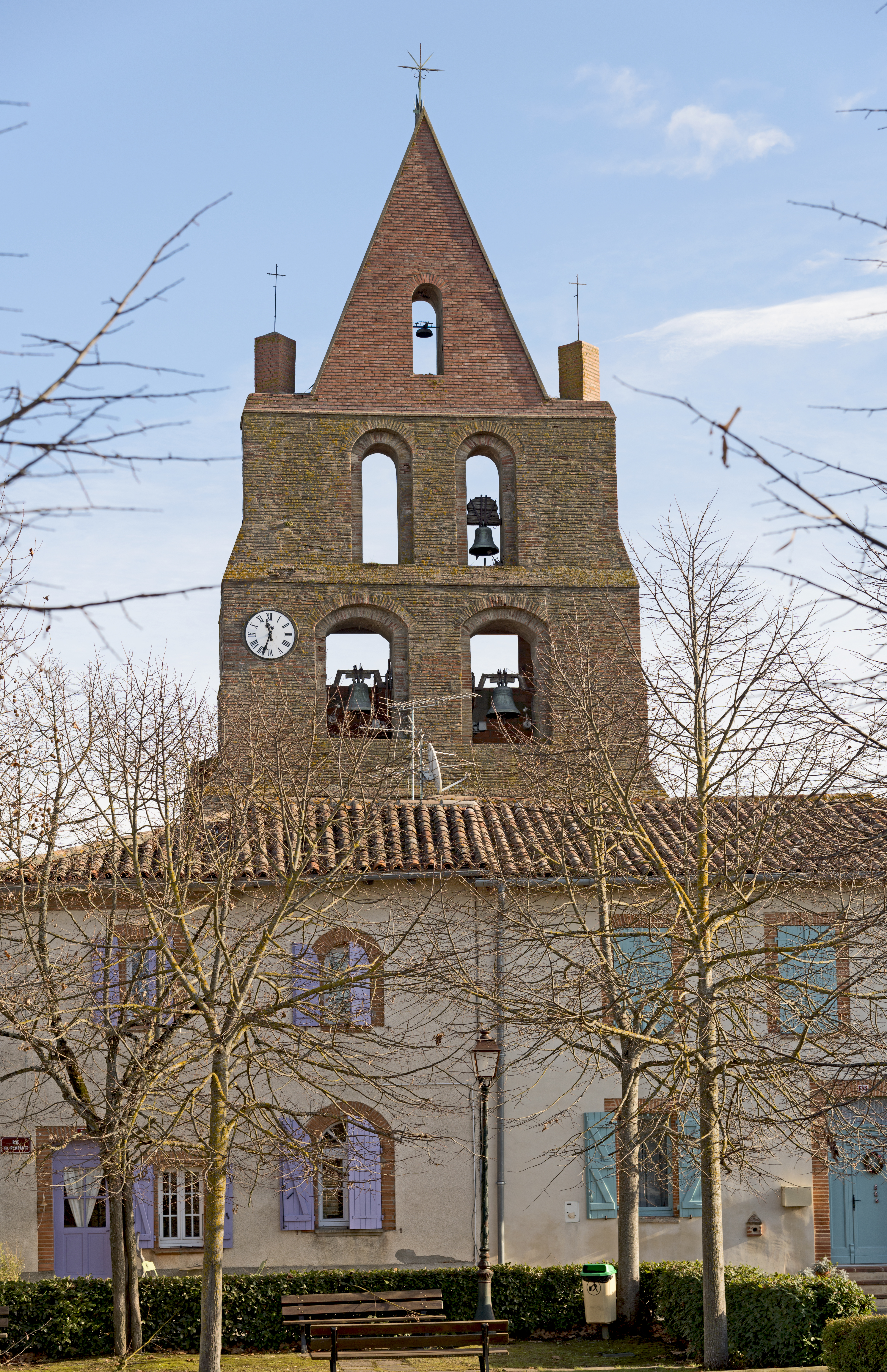
Església